# Grupo Mirante
Grupo Mirante é um grupo de comunicação do Maranhão, com sede na cidade-capital São Luís. Pertence à Família Sarney e foi inaugurado em 15 de março de 1987, a partir da criação da TV Mirante São Luís, sendo que os Sarneys já eram proprietários do jornal O Estado do Maranhão e da rádio Mirante FM.

## História
Em 1973, José Sarney e seu amigo pessoal Bandeira Tribuzi compraram o antigo jornal O Dia (fundado em 1959). Em 1975, decidiram mudar nome do jornal em homenagem ao Maranhão: O Estado do Maranhão. Logo após, em 1977, com o falecimento de Bandeira Tribuzi, Sarney passou a comandar o jornal.
Em 1981 houve a criação da primeira emissora de rádio, a Mirante FM em São Luís. Inicialmente, a emissora era sintonizada na frequência 96,7 MHz, sendo transferida alguns anos depois para a atual frequência nos 96,1 MHz. Em 1987, os proprietários da emissora fundaram a TV Mirante em São Luís, uma afiliada do SBT. A emissora passou a transmitir a programação da Rede Globo a partir de 1991, o que fez a TV Difusora, antiga afiliada da rede carioca, passar a transmitir o SBT. Em 1988, o Grupo Mirante fundou mais uma emissora de rádio, a Rádio Mirante AM 600 kHz.
Em 1990, as rádios Mirante AM e FM passaram a ter emissoras em Teresina, todas concessionadas na região de Timon. As afiliadas eram administradas em uma parceria com o empresário piauiense Paulo Guimarães (dono do Grupo Meio Norte de Comunicação), porém, as rádios só existiram até 1995, quando todas elas passaram a se chamar Meio Norte (mesmo nome da emissora de TV).
Em 1991, depois da afiliação da TV Mirante com a Rede Globo, o Grupo Mirante criou a Rede Mirante, uma rede regional de televisão pelo estado do Maranhão (todas elas afiliadas com a Globo). A primeira emissora que passou a integrar a rede foi a antiga TV Imperatriz, que no mesmo ano foi transformada na atual TV Mirante Imperatriz. Antes, na década de 80, a família Sarney comprou a concessão da TV Itapecuru, em Codó, que anteriormente pertencia ao político Nagib Haickel. Em 1992, o Grupo Mirante comprou outra concessão, agora em Caxias, que no caso foi a concessão da TV Paraíso, que anteriormente pertencia ao empresário Paulo Guimarães. As duas afiliadas foram transformadas em retransmissoras da TV Mirante em São Luís.
Em 1995, depois de sete anos operando como uma rádio independente, a Rádio Mirante passou a transmitir a programação da CBN, assim a emissora retirou do ar sua programação musical, continuando apenas com a programação jornalística e esportiva. Porém a afiliação que a emissora teve com a CBN durou até 1997, quando o Grupo Mirante decidiu voltar com a antiga programação. Com isso a emissora começou a ter várias afiliadas pelo interior do Maranhão, assim criando uma rede regional de rádios, com transmissão via-satélite pelo estado. O mesmo aconteceu, em 1996 com a Mirante FM, quando ela passou a ter algumas afiliadas pelo estado, chegou a ter emissoras próprias em Santa Inês e em Imperatriz (todas existentes até hoje).
Em 1999, as rádios AM e FM do grupo começaram a perder afiliadas, e muitas passaram a transmitir a Rede SomZoom Sat, que na época era uma rede de maior sucesso na Região Nordeste. Na Mirante FM, a emissora chegou não só perder afiliadas, como perdeu algumas emissoras próprias pelo interior (exceto em Imperatriz). Um detalhe, é que logo após isso, depois que algumas encerram a afiliação com a rede , muitas afiliadas nunca voltaram para a Mirante e passaram gerar própria programação, com exceção da emissora própria de Santa Inês. No mesmo ano o Grupo Mirante comprou a antiga TV Maranhão Central (hoje TV Eldorado), que anteriormente também pertencia ao deputado Nagib Haickel. Na época, existia a TV União dos Vales, que antes era afiliada á Globo, e a trocou pelo SBT.
Em 2000, o Grupo Mirante fundou seu primeiro site online, o Imirante.com.
Em 2001, as repetidoras que a TV Mirante mantinham em Caxias e em Codó foram integradas à Rede Mirante, sendo transformadas em afiliadas da Rede Globo. Nessa época, o Grupo Mirante instalou uma outra repetidora, só que em Timon, assim alcançando Teresina, que recebe o sinal da TV Clube. No mesmo ano, a TV Maranhão Central, em Santa Inês, foi vendida ao Grupo Estado e trocou a Globo pela TV Cultura, e o Grupo Mirante voltou a comprar a TV União dos Vales, assim criando a antiga TV Mirante Santa Inês.
Em 2006, houve mais uma expansão na Rede Mirante, com a criação de uma emissora na cidade de Açailândia. Anteriormente, a cidade acompanhava a programação da emissora, através de uma retransmissora da TV Mirante Imperatriz.
Em 2012, o Grupo Mirante criou as versões locais do G1 e do Globoesporte.com.
Em março de 2013, a Família Sarney adquiriu a TV Rio Balsas, no município de Balsas, que anteriormente pertencia à Família Coelho. A compra foi realizada em uma quantia estimada em R$ 8.000.000. Durante este tempo, a emissora ainda esteve atuando como TV Rio Balsas. Até que no dia 2 de setembro de 2013, houve a criação da TV Mirante Balsas, assim extinguindo todos os programas locais da TV Rio Balsas, dando lugar ao JMTV, que ao contrário do antigo telejornal passava a ter apenas a edição noturna, apresentada por Ana Paula Cardoso.
Em 2015, por medidas de contenção de gastos, a TV Mirante Açailândia encerrou a produção de programas locais, e no ano seguinte, foi convertida em uma retransmissora da TV Mirante Imperatriz. Em 2017, as emissoras de Balsas e Caxias deixaram de produzir programas locais e passaram a retransmitir toda a programação vinda de São Luís, e a emissora de Santa Inês passou a repetir a programação da TV Mirante Cocais.
Entre 2014 e 2018, o Grupo Mirante passou por uma grave crise financeira, com seus veículos de comunicação. Em 2014, havia especulações de que o Grupo Mirante poderia ser vendido a mesma empresa que administra a Rede InterTV. Porém, meses depois, houve a confirmação de que o Grupo Mirante poderia ser vendido para o dono do Grupo Meio Norte de Comunicação: Paulo Guimarães, que controlou o grupo até 2016. Em 2015, a Rede Mirante também passou por uma crise com suas emissoras. A TV Mirante Açailândia, encerrou no dia 30 de setembro de 2015 seus programas locais, assim sendo extinta. A TV Mirante de Imperatriz, passou a alcançar seu sinal na cidade. Em 2017, o Grupo Mirante passou por medidas de contenção de gastos, o jornal O Estado do Maranhão deixou de realizar suas publicações aos domingos, assim no fim de semana, o jornal é veiculado apenas no sábado, no mesmo ano vende parte de suas ações para a Rede Integração. No dia 10 de novembro de 2017, as emissoras da Rede Mirante em Balsas e Caxias deixaram de produzir programas locais e passaram a retransmitir toda a programação vinda de São Luís, com exceção dos intervalos comerciais locais que seguem normalmente. Com isso, apenas as emissoras de São Luís e Imperatriz passaram a produzir programação local. Ao mesmo tempo, também foi extinta a emissora de Santa Inês, que tornou-se sucursal da TV Mirante de Caxias. Em outubro de 2021, o Grupo Mirante anunciou em comunicado o encerramento das atividades impressas do jornal O Estado do Maranhão e a migração de todo o seu conteúdo para o portal Imirante. A última edição impressa do jornal circulou no final de semana dos dias 23 e 24 de outubro.
Em outubro de 2021, o Grupo Mirante anunciou em comunicado o encerramento das atividades impressas do jornal O Estado do Maranhão e a migração de todo o seu conteúdo para o portal Imirante. A última edição impressa do jornal circulou no final de semana dos dias 23 e 24 de outubro.
Em 3 de junho de 2024, o Grupo promoveu a migração da Rádio Mirante do AM 600 para o FM 104.1 mudando o nome para Mirante News FM mantendo as características com informação, prestação de serviços e esporte além de inserir uma programação musical de qualidade ganhando um novo estúdio.

## Empresas

### Televisão
- Rede Mirante
  - TV Mirante São Luís
  - TV Mirante Imperatriz
  - TV Mirante Cocais
  - TV Mirante Balsas

### Rádio
- Mirante News FM
- Mirante FM
  - Mirante FM Santa Inês
  - Mirante FM Imperatriz

### Internet
- imirante.com
- G1 Maranhão
- ge Maranhão

### Antigas empresas
- O Estado do Maranhão
- TV Maranhão Central
- TV Mirante Açailândia
- TV Mirante Santa Inês